# پی‌یر ماریا روسو دی سان سکوندو
پی‌یر ماریا روسو دی سان سکوندو (ایتالیایی: Pier Maria Rosso di San Secondo؛ ‏ ۳۰ نوامبر ۱۸۸۷ – ۲۲ نوامبر ۱۹۵۶) روزنامه‌نگار و نمایشنامه‌نویس اهل ایتالیا بود.
از فیلم‌هایی که وی در آن‌ها نقش داشته است، می‌توان به زیبای خفته اشاره نمود.